# Ectobius tadzhicus
Ectobius tadzhicus es una especie de cucaracha del género Ectobius, familia Ectobiidae.

## Distribución
Esta especie se encuentra en Tayikistán y Afganistán.